# FKリダ
FCリダ（FC Lida (ベラルーシ語: ФК Ліда, ロシア語: ФК Лида)）は、ベラルーシのフロドナ州リダをホームタウンとするサッカークラブである。

## 歴史
1962年にクラスノエ・ズナミャ (Красное знамя) として創設された。1963年から1970年までヴィムペル (Вымпел)、1971年から1996年までオブヴシチク (Обувщик) の名前で活動し、1997年にリダ (Лида) に改称された。
白ロシア・ソビエト社会主義共和国 (БССР) 時代には1983年と1985年、1986年、1989年にリーグ優勝、1984年と1986年にスーパーカップ優勝、1972年と1982年にカップ準優勝を果たした。
ベラルーシ独立後は初年度の1992シーズンにベラルーシ・プレミアリーグに所属、最初の10シーズン中7シーズンをプレミアリーグで過ごし、1994-95シーズンに最高順位の8位の成績を残した。